# Edson Bispo
Edson Bispo dos Santos (Rio de Janeiro, 27 de maio de 1935 — São Paulo, 12 de fevereiro de 2011) foi um jogador de basquete brasileiro.
Iniciou a carreira de pivô no Vasco da Gama, passando por Corinthians, Palmeiras e A Hebraica.

## Seleção Brasileira
Pela Seleção Brasileira de Basquete conquistou o Campeonato Mundial de 1959, no Chile. Participou de três olimpíadas: Melbourne 1956, Roma 1960 e Tóquio 1964, obtendo medalhas de bronze nas duas últimas. Foi também medalha de prata e bronze nos Jogos Pan-Americanos de 1955, 1959 e 1963.

## Treinador
Foi treinador da Seleção Brasileira no Campeonato Mundial de 1974 e nos Jogos Pan-americanos de 1967, 1971 e 1975.
Entre outros, também foi treinador do São Paulo Futebol Clube entre 1978 e 1979.
Faleceu em 12 de fevereiro de 2011 na cidade de São Paulo.